# Seznam prvních dam Spojených států amerických
První dáma Spojených států amerických (anglicky First Lady of the United States, zkráceně FLOTUS) je neoficiální označení manželky prezidenta Spojených států amerických, která společně s jejich dětmi tvoří první rodinu USA. Pokud prezident nemá manželku, pak roli první dámy plní žena z rodinného kruhu prezidenta. Doposud jediným svobodným prezidentem USA byl James Buchanan (1857–1861); roli první dámy plnila jeho neteř Harriet Laneová.
V roce 1789 po volbě prvního amerického prezidenta George Washingtona se Kongres Spojených států amerických usnesl pro oficiální titulování prezidenta a jeho manželky na „Mr. President and Mrs. Washington“ (pan prezident a paní Washingtonová). Toho způsobu se poté využívalo i v revoluční Francii, pokládalo se to za vzorové a dodnes zůstává platným oslovením prezidenta a jeho chotě.
V prvních desetiletích 19. století byl kladen důraz na „lidové“ společenské způsoby, proto vzniklo oslovení „Mrs. President“ (paní prezidentová) či „Presidentess“ (prezidentka).
V sedmdesátých letech 19. století se užívalo oslovení „First Lady of the Land“ (první dáma země), první prezidentovou manželkou, která tak byla titulována, se stala Lucy Webb Hayesová, manželka prezidenta Rutherforda B. Hayese. V následujících letech se toto oslovení dostalo i do konverzačních slovníků a začalo se všeobecně prosazovat. V angličtině psaní velkými písmeny titulu propůjčuje „úřední“ charakter. Do první třetiny 20. století byly titulem „First Ladies“ v USA oslovovány všechny slavné a významné ženy, mezi něž samozřejmě patřila i prezidentova manželka. Časem se tento titul omezil pouze pro prezidentovu manželku, neboť narůstal význam instituce první dámy až do současné významné pomocné instituce prezidentského úřadu.
Roli první dámy zastávaly dvě ženy narozené mimo území Spojených států. První byla Louisa Adamsová, která úlohu plnila mezi lety 1825–1829. Druhou se v roce 2017 stala Melania Trumpová narozená ve slovinském Novem mestě, tehdejší součásti Socialistické federativní republiky Jugoslávie.

## Seznam prvních dam USA
V tomto seznamu jsou uvedeny první dámy Spojených států amerických:
| Č.  | První dáma                       | První dáma                      | Období pobytu v Bílém domě | Prezident              | Neoficiálně               |
| --- | -------------------------------- | ------------------------------- | -------------------------- | ---------------------- | ------------------------- |
| 1.  | Martha Washingtonová             | Martha Washingtonová            | 1789–1797                  | George Washington      |                           |
| 2.  | Abigail Adamsová                 | Abigail Adamsová                | 1797–1801                  | John Adams             |                           |
| 3.  | Martha Jeffersonová Randolphová  | Martha Jeffersonová Randolphová | 1801–1809                  | Thomas Jefferson       |                           |
| 4.  | Dolley Madisonová                | Dolley Madisonová               | 1809–1817                  | James Madison          |                           |
| 5.  | Elizabeth Monroeová              | Elizabeth Monroeová             | 1817–1825                  | James Monroe           |                           |
| 6.  | Louisa Adamsová                  | Louisa Adamsová                 | 1825–1829                  | John Quincy Adams      |                           |
| 7.  | Rachel Jacksonová                | Rachel Jacksonová               | –                          | Andrew Jackson         | Emily Donelsonová         |
| 7.  | Rachel Jacksonová                | Rachel Jacksonová               | –                          | Andrew Jackson         | Sarah Yorke Jacksonová    |
| 8.  | Hannah Van Burenová              | Hannah Van Burenová             | –                          | Martin Van Buren       | Angelica Van Burenová     |
| 9.  | Anna Harrisonová                 | Anna Harrisonová                | 1841                       | William Henry Harrison | Jane Irwin Harrisonová    |
| 10. | Letitia Christian Tylerová       | Letitia Christian Tylerová      | 1841–1842                  | John Tyler             | Priscilla Tylerová        |
| 11. | Julia Gardiner Tylerová          | Julia Gardiner Tylerová         | 1844–1845                  | John Tyler             |                           |
| 12. | Sarah Childress Polková          | Sarah Childress Polková         | 1845–1849                  | James K. Polk          |                           |
| 13. | Margaret Taylorová               | Margaret Taylorová              | 1849–1850                  | Zachary Taylor         |                           |
| 14. | Abigail Fillmoreová              | Abigail Fillmoreová             | 1850–1853                  | Millard Fillmore       |                           |
| 15. | Jane Pierceová                   | Jane Pierceová                  | 1853–1857                  | Franklin Pierce        |                           |
| 16. | Harriet Laneová                  | Harriet Laneová                 | 1857–1861                  | James Buchanan         |                           |
| 17. | Mary Todd Lincoln                | Mary Toddová Lincolnová         | 1861–1865                  | Abraham Lincoln        |                           |
| 18. | Eliza McCardle Johnsonová        | Eliza McCardle Johnsonová       | 1865–1869                  | Andrew Johnson         |                           |
| 19. | Julia Grantová                   | Julia Grantová                  | 1869–1877                  | Ulysses S. Grant       |                           |
| 20. | Lucy Webb Hayesová               | Lucy Webb Hayesová              | 1877–1881                  | Rutherford B. Hayes    |                           |
| 21. | Lucretia Garfieldová             | Lucretia Garfieldová            | 1881–1881                  | James A. Garfield      |                           |
| 22. | Ellen Arthurová                  | Ellen Arthurová                 | –                          | Chester A. Arthur      | Mary McElroyová           |
| 23. | Frances Clevelandová             | Frances Clevelandová            | 1886–1889                  | Grover Cleveland       | Rose Clevelandová         |
| 24. | Caroline Harrisonová             | Caroline Harrisonová            | 1889–1892                  | Benjamin Harrison      | Mary Harrisonová McKeeová |
| 25. | Frances Clevelandová             | Frances Clevelandová            | 1893–1897                  | Grover Cleveland       |                           |
| 26. | Ida Saxton McKinleyová           | Ida Saxton McKinleyová          | 1897–1901                  | William McKinley       |                           |
| 27. | Edith Rooseveltová               | Edith Rooseveltová              | 1901–1909                  | Theodore Roosevelt     |                           |
| 28. | Helen Herron Taftová             | Helen Herron Taftová            | 1909–1913                  | William Howard Taft    |                           |
| 29. | Ellen Louise Wilsonová           | Ellen Louise Wilsonová          | 1913–1914                  | Woodrow Wilson         |                           |
| 30. | Edith Bolling Wilsonová          | Edith Bolling Wilsonová         | 1915–1921                  | Woodrow Wilson         |                           |
| 31. | Florence Hardingová              | Florence Hardingová             | 1921–1923                  | Warren G. Harding      |                           |
| 32. | Grace Coolidgeová                | Grace Coolidgeová               | 1923–1929                  | Calvin Coolidge        |                           |
| 33. | Lou Hooverová                    | Lou Hooverová                   | 1929–1933                  | Herbert Hoover         |                           |
| 34. | Eleanor Rooseveltová             | Eleanor Rooseveltová            | 1933–1945                  | Franklin D. Roosevelt  |                           |
| 35. | Bess Trumanová                   | Bess Trumanová                  | 1945–1953                  | Harry S. Truman        |                           |
| 36. | Mamie Eisenhowerová              | Mamie Eisenhowerová             | 1953–1961                  | Dwight D. Eisenhower   |                           |
| 37. | Jacqueline Kennedyová Onassisová | Jacqueline Kennedyová           | 1961–1963                  | John F. Kennedy        |                           |
| 38. | Lady Bird Johnsonová             | Lady Bird Johnsonová            | 1963–1969                  | Lyndon B. Johnson      |                           |
| 39. | Pat Nixonová                     | Pat Nixonová                    | 1969–1974                  | Richard Nixon          |                           |
| 40. | Betty Fordová                    | Betty Fordová                   | 1974–1977                  | Gerald Ford            |                           |
| 41. | Rosalynn Carterová               | Rosalynn Carterová              | 1977–1981                  | Jimmy Carter           |                           |
| 42. | Nancy Reaganová                  | Nancy Reaganová                 | 1981–1989                  | Ronald Reagan          |                           |
| 43. | Barbara Bushová                  | Barbara Bushová                 | 1989–1993                  | George H. W. Bush      |                           |
| 44. | Hillary Clintonová               | Hillary Clintonová              | 1993–2001                  | Bill Clinton           |                           |
| 45. | Laura Bushová                    | Laura Bushová                   | 2001–2009                  | George W. Bush         |                           |
| 46. | Michelle Obamová                 | Michelle Obamová                | 2009–2017                  | Barack Obama           |                           |
| 47. | Melania Trumpová                 | Melania Trumpová                | 2017–2021                  | Donald Trump           |                           |
| 48. | Jill Bidenová                    | Jill Bidenová                   | 2021–2025                  | Joe Biden              |                           |
| 49. | Melania Trumpová                 | Melania Trumpová                | 2025–úřadující             | Donald Trump           |                           |

## Dosud žijící první dámy
Od listopadu 2023 žijí čtyři bývalé první dámy.

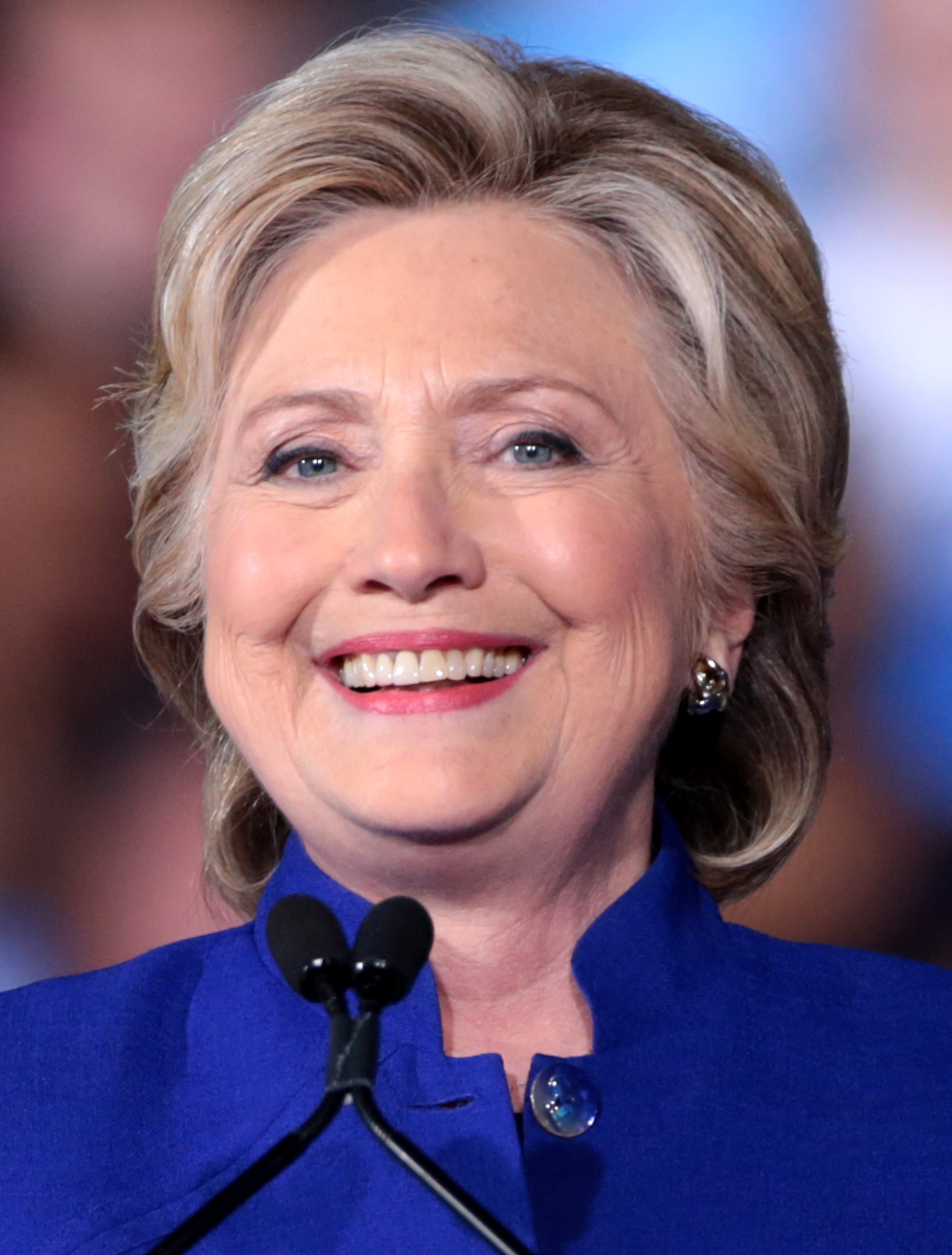
Hillary Clintonová V úřadu 1993–2001 Narozena 26. října 1947 (77 let) Manželka Billa Clintona
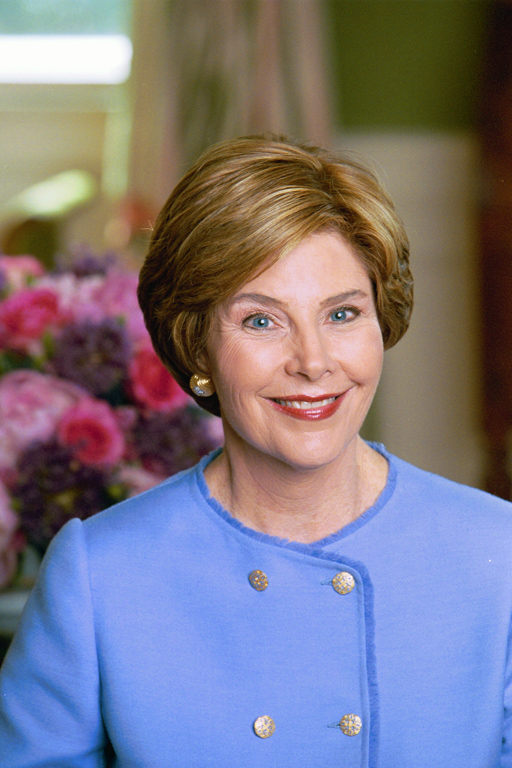
Laura Bushová V úřadu 2001–2009 Narozena 4. listopadu 1946 (78 let) Manželka George W. Bushe
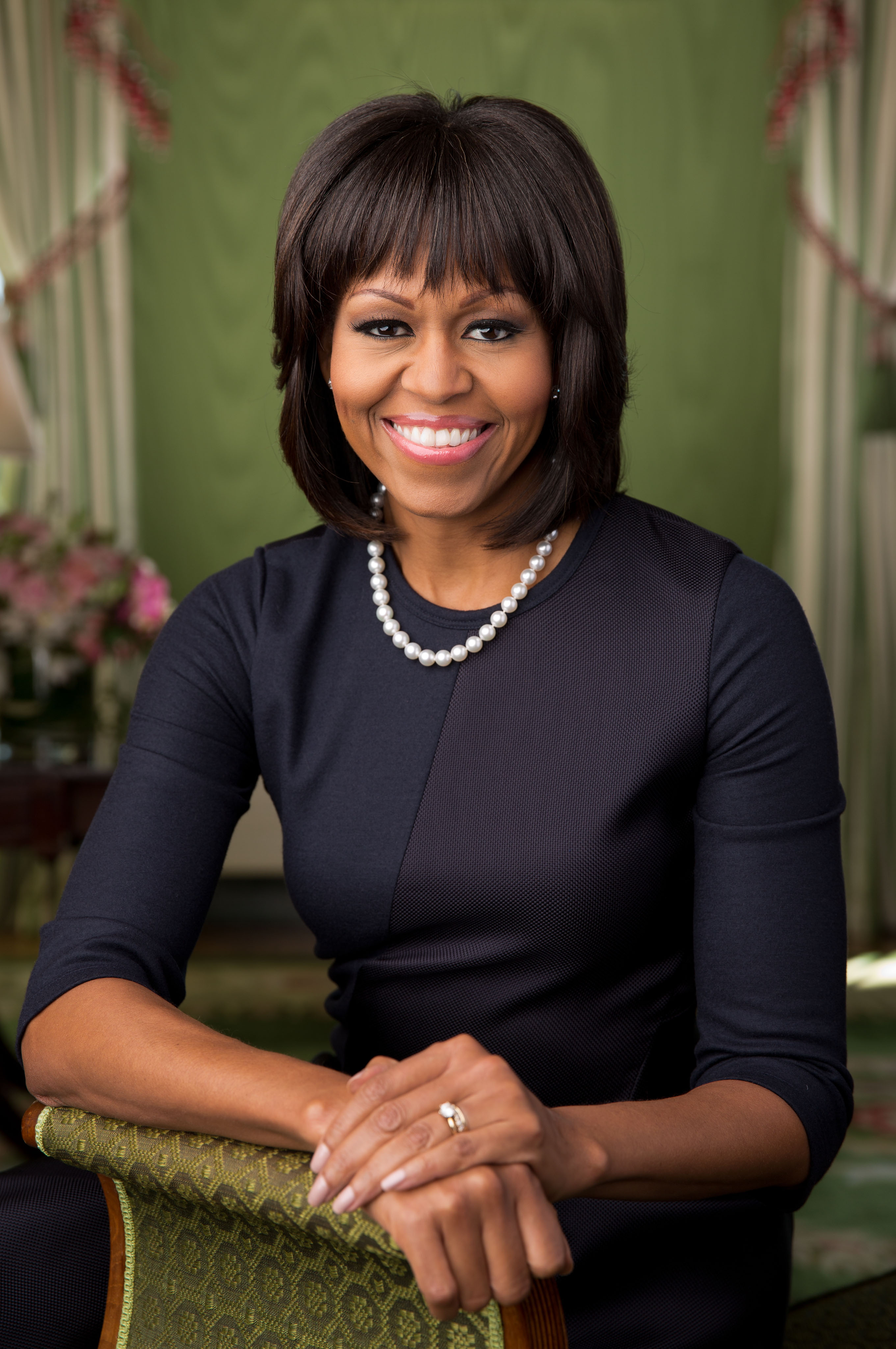
Michelle Obamová V úřadu 2009–2017 Narozena 17. ledna 1964 (61 let) Manželka Baracka Obamy
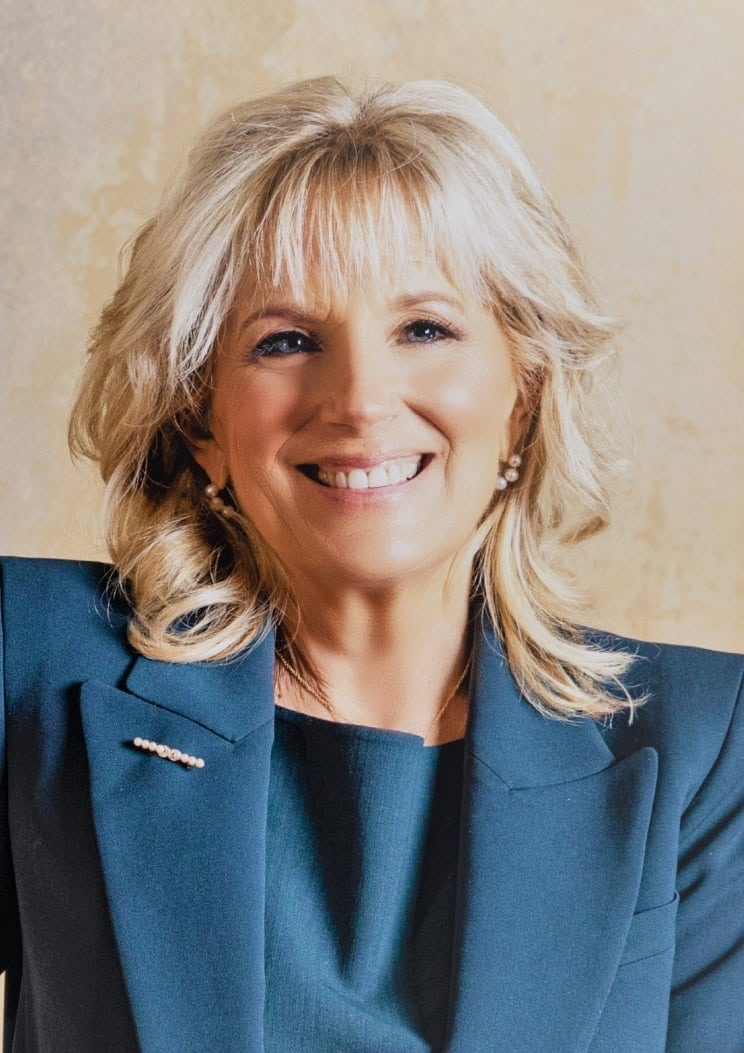
Jill Bidenová V úřadu 2021–2025 Narozena 3. června 1951 (73 let) Manželka Joea Bidena

Poslední první dámou, která zemřela, byla Rosalynne Carterová (v letech 1977–1981), 19. listopadu 2023, ve věku 96 let. Největší počet bývalých prvních dam, které žily v jednu dobu, bylo deset, v období od 2. června, 1886 až 23. srpna, 1887, když Sarah Yorke Jacksonová, Priscilla Tylerová, Julia Gardinerová Tylerová, Sarah Childress Polková, Harriet Laneová, Julia Grantová, Lucy Webb Hayes, Lucretia Garfieldová, Mary Arthur McElroyová a Rose Clevelandová byly všechny naživu; a období od 4. března do 25. června, 1889, když Priscilla Cooper Tylerová, Julia Gardinerová Tylerová, Sarah Childress Polková, Harriet Laneová, Julia Grantová, Lucy Webb Hayesová, Lucretia Garfieldová, Mary Arthur McElroyová, Rose Clevelandová a Frances Folsomová Cleveland Prestonová byly naživu.

## Galerie

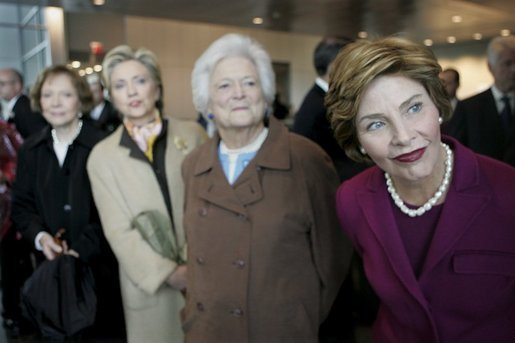
První dámy (zleva doprava) Rosalynn Carterová, Hillary Clintonová, Barbara Bushová, Laura Bushová při otevření Clintonova prezidentského centra v roce 2004
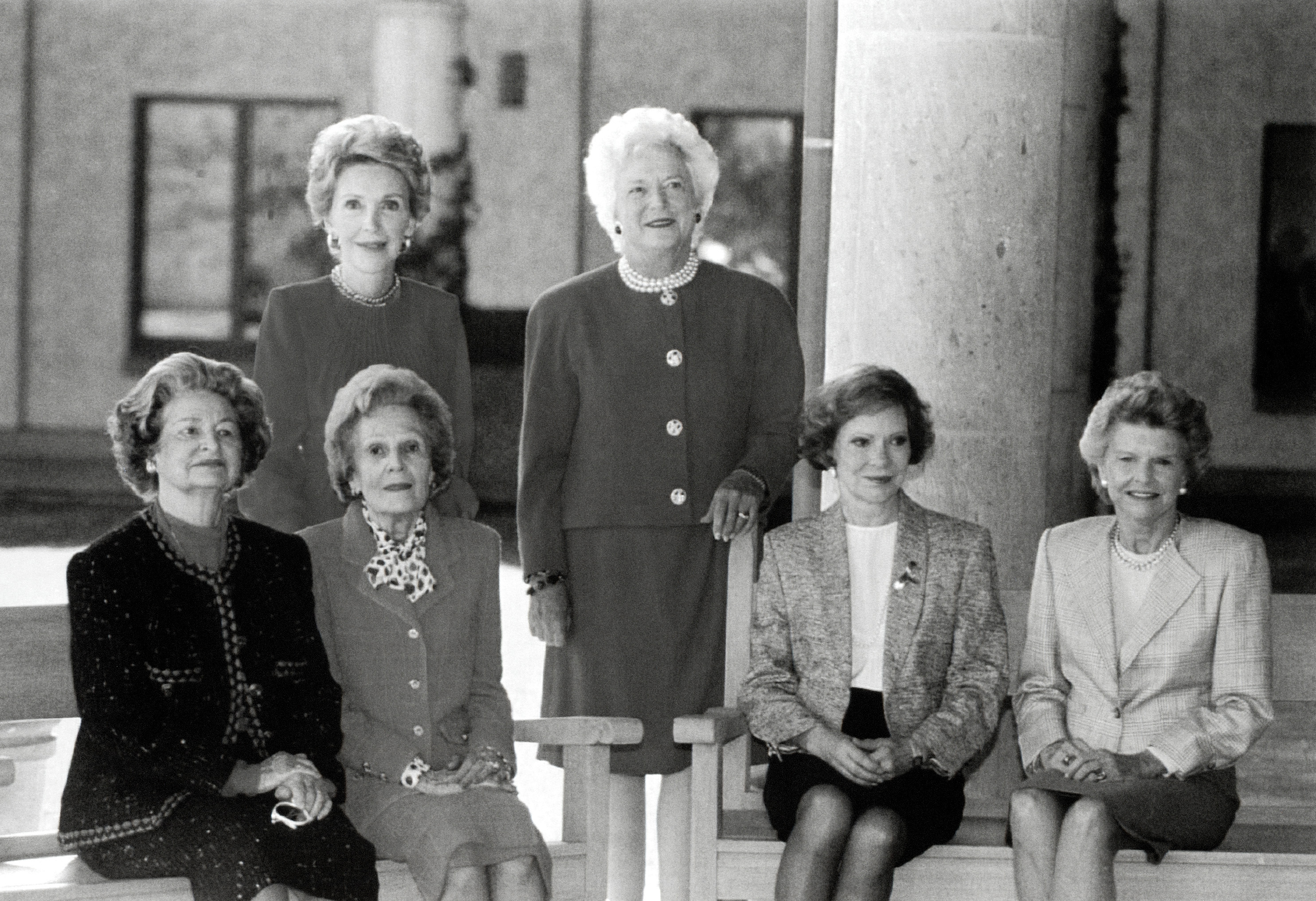
První dámy Nancy Raeganová, Barbara Bushová (stojící zleva doprava), Lady Bird Johnsonová, Pat Nixonová, Rosalynn Carterová a Betty Fordová (sedící zleva doprava) před prezidentskou knihovnou Ronalda Raegana, Listoprad 1991
Šest prvních dam ve Washingtonu v roce 1994 (zleva): Nancy Reaganová, Lady Bird Johnsonová, Hillary Clintonová, Rosalynn Carterová, Betty Fordová, a Barbara Bushová
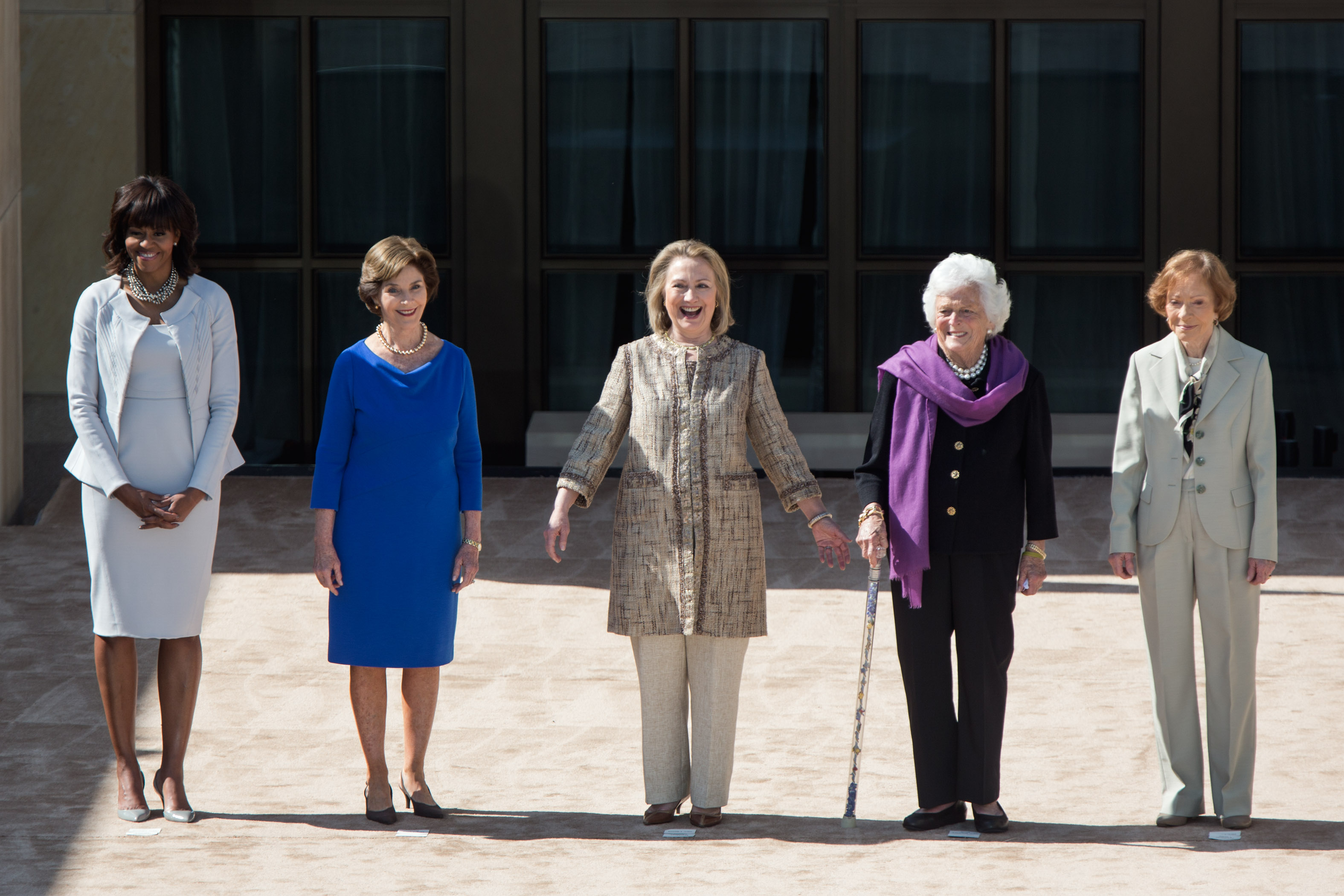
První dámy při dallaském setkání v dubnu 2013 (zleva): Michelle Obamová, Laura Bushová, Hillary Clintonová, Barbara Bushová, a Rosalynn Carterová